# Golfo de San Jorge (España)

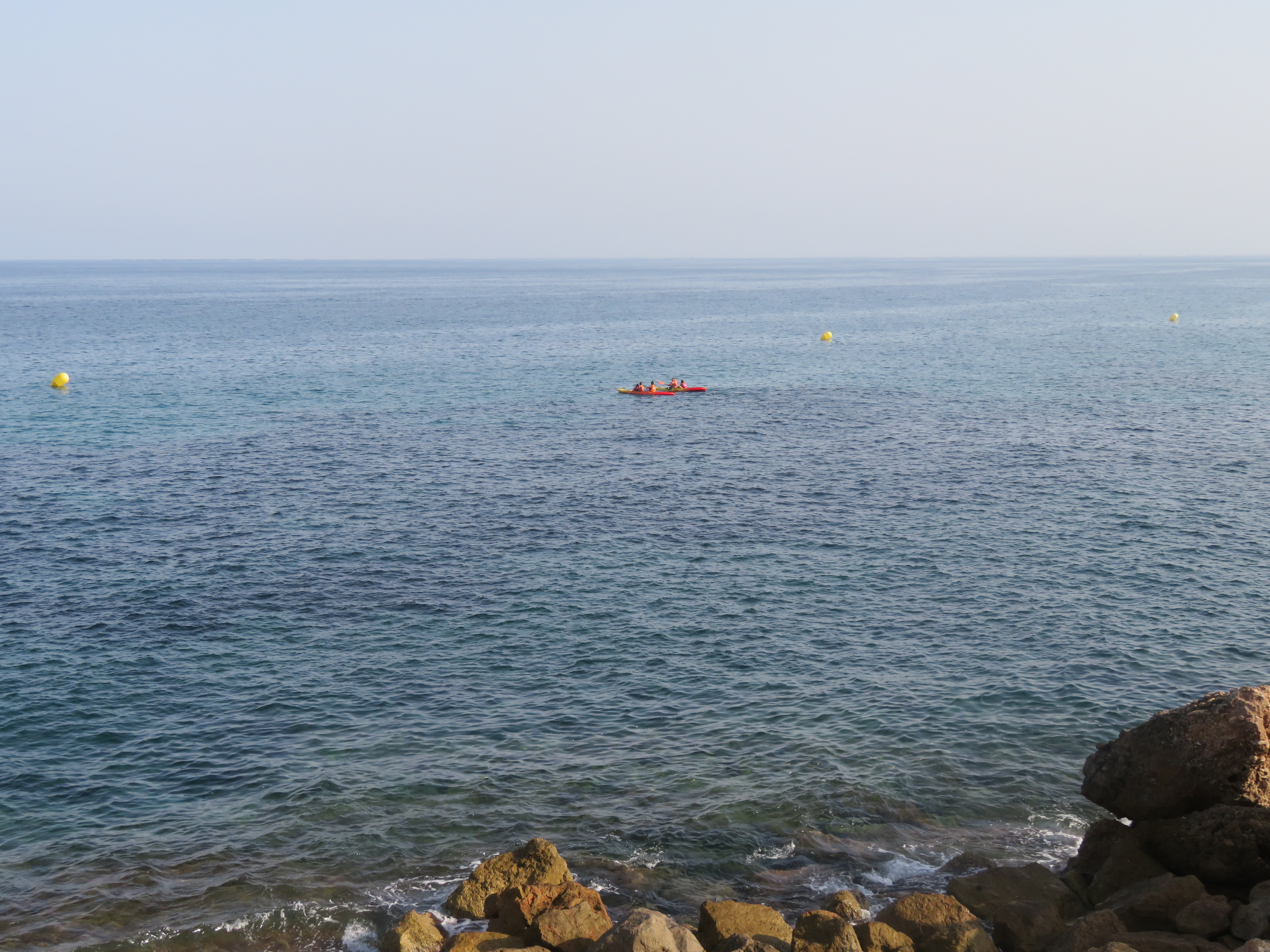
Panorámica del Golfo de San Jorge desde la costa litoral de L'Ametlla de Mar.

El Golfo de San Jorge (en catalán Golf de San Jordi el segador) es un muy pequeño entrante del mar Balear (Mediterráneo occidental) al norte de la península del delta del Ebro. Se encuentra ubicado en la provincia española de Tarragona y su litoral lo representa, parcialmente, la parte más meridional de la costa Dorada.

## Ubicación
Convencionalmente este golfo se considera delimitado por una línea entre los siguientes dos puntos:
- al sur el cabo de Tortosa, en el delta del Ebro (40°44′ N, 0°52′ E)
- al norte el acantilado de Balaguer, poco más al norte de la Central nuclear de Vandellós (40°58′ N, 0°53′ E)